# 육상자위대의 연대 목록
다음은 육상자위대의 연대 목록이다.

## 보통과
- 제1보통과연대
- 제2보통과연대
- 제3보통과연대
- 제4보통과연대
- 제5보통과연대
- 제6보통과연대
- 제7보통과연대
- 제8보통과연대
- 제9보통과연대; 1995년 3월 27일, 폐지
- 제10보통과연대
- 제11보통과연대
- 제12보통과연대
- 제13보통과연대
- 제14보통과연대
- 제15보통과연대
- 제16보통과연대
- 제17보통과연대
- 제18보통과연대
- 제19보통과연대
- 제20보통과연대
- 제21보통과연대
- 제22보통과연대
- 제24보통과연대
- 제25보통과연대
- 제26보통과연대
- 제27보통과연대
- 제28보통과연대
- 제29보통과연대; 1996년 3월 29일, 폐지
- 제30보통과연대
- 제31보통과연대
- 제32보통과연대
- 제33보통과연대
- 제34보통과연대
- 제35보통과연대
- 제36보통과연대
- 제37보통과연대
- 제38보통과연대
- 제39보통과연대
- 제40보통과연대
- 제41보통과연대
- 제42보통과연대
- 제43보통과연대
- 제44보통과연대
- 제45보통과연대; 1994년 3월 28일, 폐지
- 제46보통과연대
- 제47보통과연대
- 제48보통과연대
- 제49보통과연대
- 제50보통과연대
- 제51보통과연대
- 제52보통과연대

- 보통과교도연대
- 제1수륙기동연대
- 제2수륙기동연대
- 서부방면보통과연대, 2018년 3월 26일, 제1수륙기동연대로 재편성됨.
- 중앙즉응연대

## 전차과
- 제2전차연대
- 제71전차연대,
- 제72전차연대, 옛 제2전차군
- 제73전차연대, 옛 제3전차군
- 기갑교도연대

## 특과
- 제7고사특과연대
- 제15고사특과연대; 2014년 3월 26일
- 제1지대함미사일연대
- 제2지대함미사일연대
- 제3지대함미사일연대
- 제4지대함미사일연대
- 제5지대함미사일연대
- 제6지대함미사일연대; 2011년 4월 21일, 폐지
- 제1특과연대; 2002년 3월, 대급으로 축소.
- 제2특과연대
- 제3특과연대; 2006년 3월 27일, 대급으로 축소.
- 제4특과연대, 1951년 5월 1일 ~ 2018년 3월 27일, 서부방면특과연대로 병합됨.
- 제5특과연대; 2004년 3월 29일, 대급으로 축소.
- 제6특과연대
- 제7특과연대
- 제8특과연대; 1956년 1월 25일 ~ 2018년 3월 27일, 서부방면특과연대로 병합됨.
- 제9특과연대
- 제10특과연대
- 제11특과연대; 2008년 3월 26일 대급으로 축소.
- 제12특과연대; 2001년 3월 26일, 대급으로 축소.
- 제13특과연대; 1999년 3월 29일, 대급으로 축소.
- 서부방면특과연대; 2018년 3월 27일

## 후방지원
- 제1후방지원연대
- 제2후방지원연대
- 제3후방지원연대
- 제4후방지원연대
- 제5후방지원연대; 2004년 3월 29일, 대급으로 축소.
- 제6후방지원연대
- 제7후방지원연대
- 제8후방지원연대
- 제9후방지원연대
- 제10후방지원연대
- 제11후방지원연대; 1989년 3월 24일 ~ 2008년 3월 26일, 대급으로 축소.
- 제12후방지원연대; 1991년 3월 29일 ~ 2001년 3월 26일, 대급으로 축소.
- 제13후방지원연대; 1991년 3월 29일 ~ 1999년 3월 26일, 대급으로 축소.

## 훈련부대
- 제1교육연대; 2006년 3월 28일, 제119교육대대로 재편성됨.
- 제2교육연대; 1961년 3월, 제118교육대대로 재편성됨.
- 제3교육연대; 2004년 3월 29일  제2공통교육중대로 재편성됨.
- 북부방면교육연대; 2011년 4월 21일, 북부방면혼성단으로 재편성됨.

## 같이 보기
- 육상자위대의 활동 중인 부대 목록
- 육상자위대의 여단 목록
- 육상자위대의 대 목록
- 육상자위대의 해체된 부대 목록